# Square du Diapason
Le square du Diapason est une voie du 19e arrondissement de Paris, en France.

## Situation et accès
Le square du Diapason est une voie située dans le 19e arrondissement de Paris. Il débute au 6, rue Adolphe-Mille et se termine en impasse.

## Origine du nom

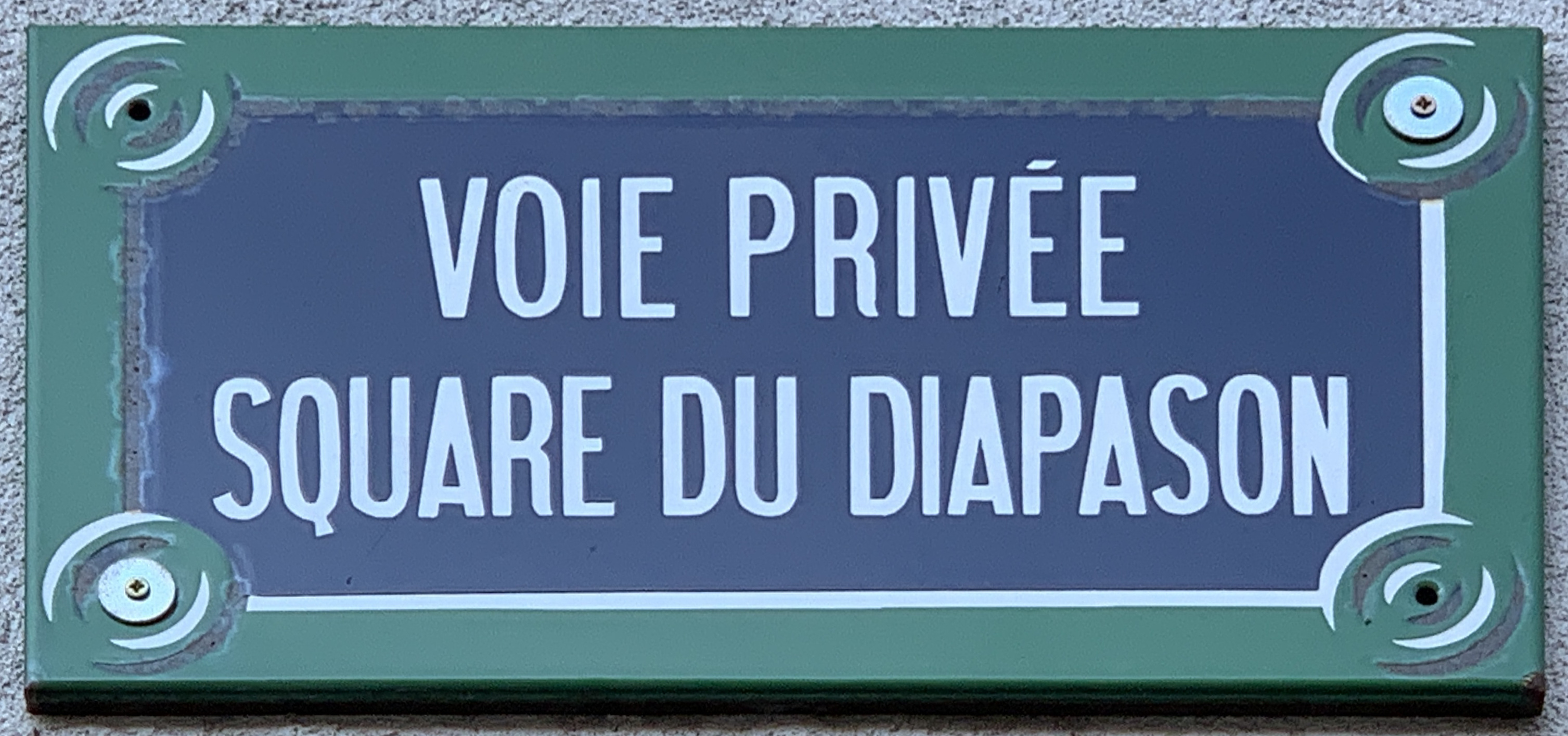
Plaque de la voie.

L'origine du nom n'est indiquée dans aucun des ouvrages consultés.

## Historique
Cette voie située dans le secteur Villette Sud est créée sous le nom provisoire de « voie CG/19 » et prend sa dénomination actuelle par un arrêté municipal du 15 novembre 1990.